# Фабрис, Сальватор
Сальватор Фабрис (родился1544 Падуя Италия, умер1618) был итальянским мастером фехтования из Падуи. За свою жизнь он преподавал в разных европейских странах, особенно в Дании, где он был инструктором по фехтованию короля Кристиана IV.
Во время его пребывания в Копенгагене, в 1606 году, был опубликован Трактат по фехтованию рапирой, названный «Наука об Оружии». Этот трактат стал бестселлером по фехтованию во всей Европе. До 1713 года Трактат был перепечатан и переведен на несколько языков, в частности на немецкий, и повторно в 2005 году, на английский язык.
Его трактат, впервые опубликованный Хенрико Уолткирхом, также считается одним из лучших образцов печати в стиле Барокко, с его, 191 медными гравюрами, написанными Яном ван Хейлбеком, Франческо Валеджио и, возможно, другими художниками. Эта книга также важна для библиофилов, потому что это первая датская книга с медными гравюрами.
Фабрис был также Верховным рыцарем ордена «Семь сердец», рыцарского ордена, о котором мы еще мало знаем сегодня. Символы ордена, состоящие из семи сердец, расположенных в виде креста, увенчанного птицей феникс, видны на левой груди единственного сохранившегося портрета Фабриса (см. рисунок). Формулировка «Верховный рыцарь ордена семи сердец» сочетается с именем автора во всех изданиях работ Фабриса, указывая на то, что это, должно быть, имеет значение.

## Жизнь
Сальватор Фабрис родился в 1544 году в Падуе или около него. Его юность совпала с расцветом итальянской школы фехтования, в которой начинали итальянские мастера, такие как: Ахилле Мароццо, Анджело Виггиани и Джакомо ди Грасси. Хотя неизвестно у кого он научился фехтованию, его утверждение о том, что он «имел значительный опыт», может предполагать, что он учился у более чем одного мастера.
Он работал мастером фехтования в Италии, а также в Северной Европе. Французский мастер Генри де Сайнкт-Дидье в 1573 году упоминает встречу с молодым фехтовальщиком по имени «Фабрицио», в то время, когда он писал свой трактат, хотя нет ничего, что доказывает, что Фабрис и Фабрицио — один и тот же человек.
Но мы находимся на верном пути, когда, в 1590-х годах встречаем Фабриса на службе у Йохана Фредерика из Шлезвиг-Гольштейна-Готторпа, архиепископа Бременского и двоюродного брата короля Дании.
Именно в этот период, находясь на службе у архиепископа, Фабрис написал трактат «Scienza e Prattica d’Arme» (Знание и практика оружия), хотя книга была впервые опубликована под названием Lo Schermo, overo Scienza D’Arme (Фехтование, или знание оружия). Книга была впервые представлена архиепископу в рукописном виде с рисунками позиций и действий фехтования. Эта драгоценная рукопись теперь находится в Библиотеке Копенгагена.
После работы у архиепископа Сальватор поступил на службу королю Дании, Кристиану IV с 1601 по 1606. Именно сам Король спонсировал публикацию трактата. Чтобы усовершенствовать рисунки рукописного издания книги, Фламандский придворный художник Ян Ван Хельбек, а также другие, такие как Валеджио (подпись которого также фигурирует в листах книги), были предоставлены в распоряжение Фабриса.
Фабрис оставил службу у короля в 1606 году, а после путешествия по Европе вернулся в Италию, где преподавал в Университете Падуи. На пике его известности, к нему в Падую со всей Европы приезжали молодые дворяне, чтобы научиться у него.
Умер Сальватор Фабрис в 1618 году от болезни злокачественной лихорадки, с которой он боролся в течение примерно 10 дней.
Ему было 74 года. По словам Иоахим Хиницца, редактора немецко-итальянского параллельного издания трактата Фабриса 1676 года, на смертном одре он подарил фехтовальный зал своему лучшему ученику Герману, немцу, который позже был убит ревнивым коллегой по имени Генрих.
Якопо Гелли, историк фехтования 19-го века, утверждает, что памятник был установлен в честь мастера в его родном городе. Этот памятник был показан Хиниццем в 1676 году, когда он строился. Современные исследователи личности Фабриса до сих пор не смогли найти других ссылок об этом.

## Трактат о фехтовании или «Наука Оружия»

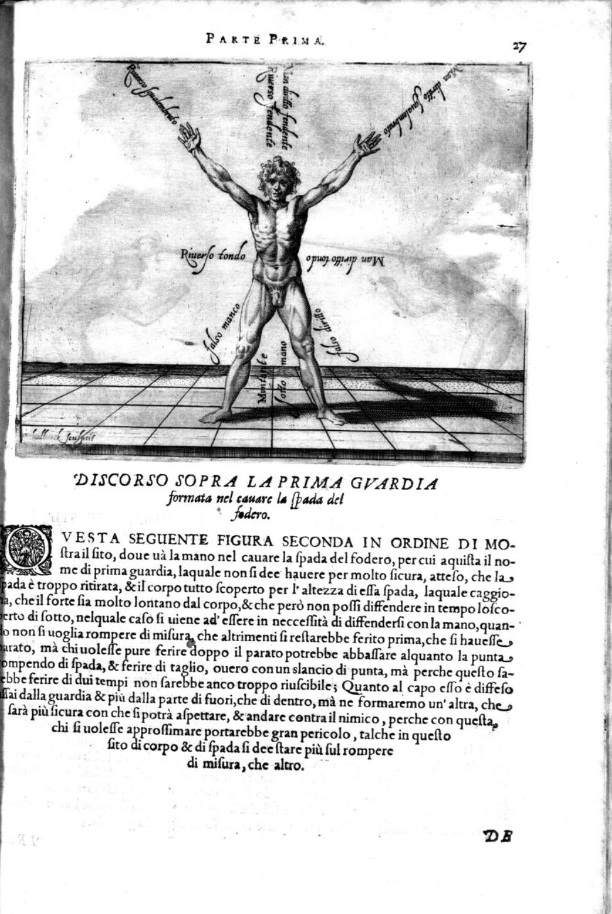
Страница из трактата Фехтование или Наука Оружия, гравюра Яна ван Хейлбека

В своем трактате «Фехтование или Наука Оружия» (1606) Фабрис описывает работу с мечом, мечом и кинжалом, мечом и плащом, а также голыми руками против человека, вооруженного кинжалом. Также трактат включает в себя книгу II, в которой описаны способы победить противника, не останавливаясь в обороне. Она стала уникальной, среди сохранившихся итальянских трактатов по фехтованию 17-го века.
В необработанном количестве страниц и иллюстраций Фабрис — мастер фехтования 17-го века, подробно описывает использование одного меча, а самые длинные разделы посвящает мечу и кинжалу, мечу и плащу.
Трактат «Наука Оружия» структурирована следующим образом:

### Книга I
Меч
- Теория фехтования: работа с четырьмя противниками; мечом и его частями; как закрыть линию; колющие, режущие удары; защита; аннулирование действий; сближение и отстранение; финты; приглашение; мера; темп и контртемп; положение руки и тела.

- Тактика фехтования: имеем дело с тем, как высокий человек должен столкнуться с невысоким человеком и наоборот, или сильным/слабым, или хладнокровный с неосторожным.

- Иллюстрации главных противников, основные приглашения, тяги и пустоты.

- Иллюстрации основных действий с использованием представленной ранее теории: прогрессивное обучение, начинающееся с того, как принять темп, пройти, прохождение парирования и удар в один ход, касаясь четырех рук и пустоты, заканчивая тем, как разрушить это.

Меч и кинжал
- Теория использования меча и кинжала (построение только на мече): как правильно закрыть линию, как задействовать оружие противника, как бороться с противниками, которые обороняются, выставив вперед другоую ногу, как практиковать парирование с помощью кинжала.

- Иллюстрации главной обороны с мечом и кинжалом, главные приглашения, толчки и пустоты.

- Иллюстрации основных действий с использованием меча и кинжала в той же прогрессии, что и в разделе теории.

Меч и плащ
- Теория использования меча и плаща: как удержать плащ, какие сильные и слабые стороны плаща, как парировать и т. д.

- Иллюстрации главной обороны с мечом и плащом, основные приглашения, толчки, оборонительные сооружения и пустоты.

- Иллюстрации основных действий, использующих меч и плащ, в той же прогрессии, что и в разделе теории.

### Книга II
О продолжении действий против противника, не останавливаясь в обороне
- Теория и преимущества

Часть 1: Меч
- Шесть методов о том, как действовать против противника, не останавливаясь в обороне, только с мечом. Каждый метод состоит из секции теории, за которой следует изображение тела — позы, которая должна использоваться в технике, и заканчивая иллюстрациями наиболее вероятных действий.

Часть 2: Меч и Кинжал
- Четыре метода о том, как действовать против противника, не останавливаясь в страже с мечом и кинжалом. Здесь Фабрис следует тому же шаблону, что и для меча. Раздел заканчивается изображением противника, получающего одновременный удар от противника мечом и кинжалом.

Схватка. Обезоруживание. Использование Плаща. Фабрис добавляет раздел об этих методах
Часть 3: Как использовать кинжал и как победить нападавшего с кинжалом, голыми руками
- Фабрис утверждает, что он включил этот краткий сборник только по просьбе некоторых друзей. Здесь он дает несколько советов о том, как приспособить свою теорию фехтования к использованию одного кинжала, и затем он показывает несколько способов разоружить голыми руками нападающего с кинжалом. Раздел заканчивается на изображении фехтовальщика против полупикинёра, и с уверенностью, что «если вы поняли теорию, вы поймете, как действовать даже против человека, вооруженного оружием».

## Мастера фехтования 17-го века о Сальваторе Фабрисе
На протяжении всего XVII века другие мастера, такие как Франческо Альфиери (1640), Джузеппе Морсикато Паллавичини (1670) и Франческо Антонио Марчелли (1686), высказывадтсь о Фабрисе как о «великимом мастере» и «человеке величайшего имени в фехтовании», а также автор, который лучше всего описал использование обороны.
В своем знаменитом трактате «Академия Меча», 1622 года, Фламандский мастер Жирар Тибо добавил главу, в которой прокомментировал превосходство учеников Фабриса, восхваляя быстроту их финтов и предлагая способы победить их.
Но именно немецкий писатель Иоахим Хиниц, в 1676 году дает нам полное представление о той славе, которую Фабрис добился в Европе. В своей книге он обвиняет в плагиате других мастеров фехтования (Хиниц обвиняет венецианца Николетто Гиганти в частности), хотя его стиль был принят несколькими официальными институтами по фехтованию, например Университет Йены.

## Байки о Фабрисе
Легендарная слава, достигнутая Фабрисом в жизни, объясняется множеством байек о нем, которые все еще рассказываются сегодня.
По словам итальянского мастера фехтования и историка Луиджи Барбазетти, Фабрис был вызван в Англию, чтобы помочь хореографу Шекспира в одном из актов где использовался меч в премьере «Гамлета».
Существует также интересная, но неподтвержденная история о Сальваторе Фабрисе (sic), прибывшем в Швецию в 1594 году в качестве убийцы, нанятого королем Сигизмундом III Вазой, согласно исторической книге Exegesis, написанной герцогом Чарльзом и его канцлером Николаем Чеснекориусом, напечатанной в Стокгольме в 1610 году на основе шведской версии, опубликованной в 1609 году. Согласно этой информации, Сигизмунд намеревался убить своего дядю Чарльза во время банкета в Уппсале 12 февраля после королевских похорон Иоанна III 1 февраля. После еды несколько костюмированных итальянцев, в том числе актер и драматург по имени Сальватор Фабрис, приняли участие в сценической постановке с нарисованными мечами. Фабрис должен был убить Чарльза во время выступления, но Чарльз был предупрежден неким Иеронимом Строцци и оставался в стороне от банкета. Однако, учитывая, что Фабрис является очень распространенной итальянской фамилией (сродни Смиту на английском языке), кажется маловероятным, что это один и тот же человек. Кроме того, нет записи о том, что Сальватор Фабрис когда-либо был в Швеции.
В 1676 году Хиницц утверждал, что Николетто Гиганти плагировал II книгу Фабриса, в немецком и французском параллельном издании, 1624 года. Немецкий переводчик настолько был возмущен, что сравнил преступление Гиганти с «похищением ребенка» и потребовал немедленно отозвать работу.
Сегодня стиль Фабриса является одним из самых изученных в возрождении исторических европейских боевых искусств.
Имя и фамилия мастера найдены (исторически) в разных написаниях, таких как Сальватор, Сальваторе, Сальвадор и Фабрис, Фаббри и другие не-итальянских вариантах написания.